# Nedersaksische Kreits

De Neder-Saksische Kreits binnen het Heilige Roomse Rijk rond 1555.

De Nedersaksische Kreits was een van de 10 kreitsen, waarin het Heilige Roomse Rijk was verdeeld. Het gebied komt helemaal niet overeen met het huidige Nedersaksen, dat destijds grotendeels tot de Nederrijns-Westfaalse Kreits behoorde.
Sinds 1522 waren de aartsbisschop van Maagdenburg en de hertog van Brunswijk-Lüneburg de vorsten die de kreits bijeen mochten roepen. Sinds 1648 voerden Brandenburg en Zweden afwisselend het voorzitterschap.
Omstreeks 1795 behoorden de volgende gebieden tot de kreits (op rangorde geplaatst):
1. Het hertogdom Maagdenburg (tot 1648 aartsbisdom)
2. Het hertogdom Bremen (tot 1648 aartsbisdom)
3. Het vorstendom Lüneburg (Brunswijk-Celle)
4. Het vorstendom Grubenhagen (Brunswijk-Grubenhagen)
5. Het vorstendom Calenberg (Brunswijk-Calenberg)
6. Het vorstendom Wolfenbüttel (Brunswijk-Wolfenbüttel)
7. Het vorstendom Halberstadt (tot 1648 bisdom) met het graafschap Regenstein sinds 1662
8. Het hertogdom Mecklenburg-Schwerin
9. Het hertogdom Mecklenburg-Güstrow
10. Het deelhertogdom Holstein-Glückstadt (in Holstein, in personele unie met Denemarken)
11. Het deelhertogdom Holstein-Gottorf (in Holstein)
12. Het sticht Hildesheim
13. Het hertogdom Saksen-Lauenburg
14. Het sticht Lübeck
15. Het vorstendom Schwerin (tot 1648 bisdom)
16. Het vorstendom Ratzeburg (tot 1648 bisdom)
17. Het vorstendom Blankenburg
18. Het graafschap Rantzau
19. De rijksstad Lübeck
20. De rijksstad Goslar
21. De rijksstad Mühlhausen
22. De rijksstad Nordhausen
23. De rijksstad Hamburg (sinds 1620)
24. De rijksstad Bremen

Tot 1535 werd ten onrechte vermeld het graafschap Wunstorf.
Beierse Kreits · Bourgondische Kreits · Boven-Rijnse Kreits · Frankische Kreits · Keur-Rijnse Kreits · Nedersaksische Kreits · Oostenrijkse Kreits · Oppersaksische Kreits · Westfaalse Kreits · Zwabische Kreits